# 부정사

부정사(不定詞, 영어: Infinitive, 약칭: INF)는 많은 언어에서 존재하는 동사의 원형 또는 특정 동사 형태를 가리키는 언어학 용어이며, 대부분 준동사로 사용된다. 많은 언어 개념과 마찬가지로, 모든 언어에 적용할 수 있는 하나의 정의는 없다. 영어로 부정사를 뜻하는 'Infinitive'는 무한을 의미하는 infinitus의 파생어인 후기 라틴어의 infinitivus에서 유래되었다.
영어의 전통적인 설명에서 부정사는 to라는 불변화사가 있든 없든 간에 비정형적으로 사용될 때 동사의 기본적인 사전적 형태이다. 따라서 to go는 "I must go there"와 같은 문장의 go와 마찬가지로 부정사이다.(그러나 정동사인 "I go there"에서는 아님) to가 없는 형태는 원형부정사라고 하며, to가 있는 형태는 완전부정사 또는 to 부정사라고 한다.
다른 언어에서 부정사는 단일 단어의 성질을 띠며, 스페인어에서 morir ("[to] die"), 프랑스어에서 manger ("[to] eat"), 라틴어에서 portare ("[to] carry"), 독일어에서 lieben ("[to] love"), 러시아어에서 читать (chitat', "[to] read") 등이 있다. 그러나, 어떤 언어들은 부정사의 형태가 존재하지 않는다. 많은 아메리카 원주민 언어, 아랍어와 소수의 아프리카, 오스트레일리아의 언어들은 to 부정사나 동사적 명사같은 직속어가 없다. 대신, 이런 언어들은 보통의 절이나 다양한 특수 구조에서 유한한 동사 형태를 사용한다.
동사로서, 부정사는 동사구(부정사구로 불림)를 형성하기 위해 목적어와 다른 보완과 수식어를 취할 수 있다. 다른 비한정 동사 형태(예: 분사, 부동사, 동명사, 동사상 형용사 등)와 마찬가지로, 일반적으로 부정사는 표현된 주어를 갖지 않는다. 따라서 부정사구도 부정사절이라고 불리는 완전한 비정형 종속절을 구성한다. 그러한 구절이나 절은 문장 내에서 다양한 역할을 할 수 있으며, 종종 명사(예를 들어 문장의 주어가 되거나 다른 동사의 보어가 되는 경우)가 되기도 하고, 때로는 부사나 다른 유형의 수식어가 되기도 한다. 부정사로 알려진 많은 동사 형태는 격에 따라 변형이 없거나 배치구에서 일어나지 않는다는 점에서 동명사(동사적 명사)와 다르다. 대신, 부정사는 종종 언어 명사의 초기 활용형 형태에서 비롯된다. 정형동사와는 달리, 부정사는 보통 시제, 인칭 등에 변화되지 않는다. 어느 정도의 변화는 때때로 발생하지만, 예를 들어 라틴어는 뚜렷한 능동적이고 수동적인 부정사를 가지고 있다.

## 구와 절
부정사구(영어: Infinitive phrase)는 부정사 형식으로 구성된 동사이다. 이것은 동사와 그 목적어, 기타 보어 및 수식어로 구성되어 있다. 아래는 영어로 된 부정사구의 몇 가지 예시이다. 이것들은 to 부정사(불변화사 to가 대입됨) 또는 원형부정사(불변화사 to가 없음)에 기초할 수 있다.
- (to) sleep
- (to) write ten letters
- (to) go to the store for a pound of sugar

## 같이 보기
- 조동사
- 정동사
- 동명사